# Перетягування канату

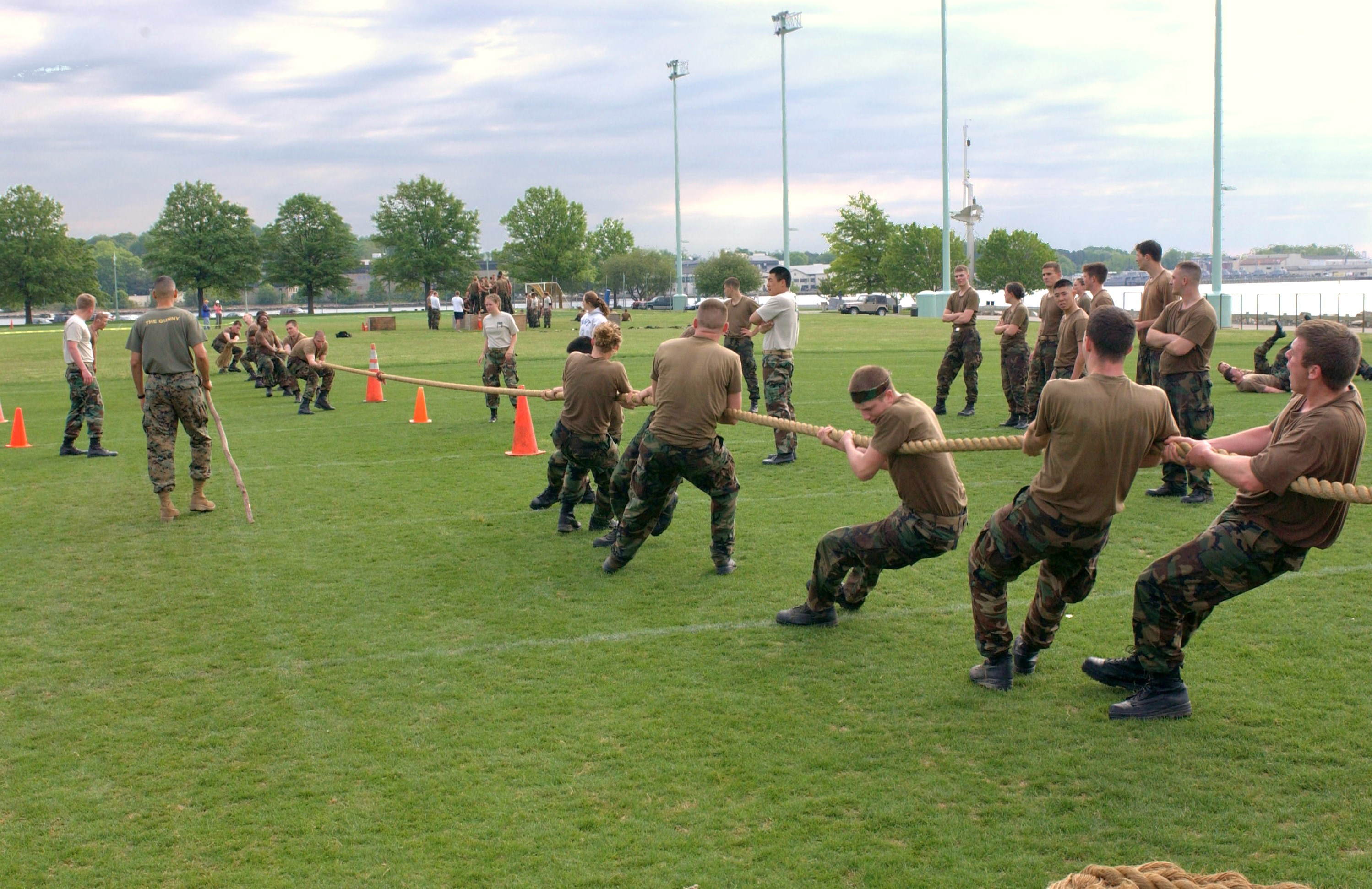
Перетягування канату

Перетягування канату — вид спорту, в якому дві команди безпосередньо міряються силою.

## Регламент
Вісім учасників кожної з команд, чия загальна вага не повинна перевищувати максимальної для відповідної вагової категорії, розташовуються біля різних кінців канату, діаметр якого від 10 см до 12,5 см, а довжина не менше 33,5 м. Посередині каната робиться «центральна позначка» і на відстані 4 метрів від неї дві бічних позначки. Перед початком змагання команди стають так, щоб центральна позначка була розташована над проведеною на землі рискою. За сигналом судді кожна команда починає тягнути канат, намагаючись щоб відмітка, найближча до суперників, перетнула межу на землі (тобто намагаючись перетягнути канат на 4 метри), або щоб протилежна команда заробила фол, який зараховується якщо хто-небудь з команди сяде або впаде.
Проводяться також змагання за правилами, відмінними від традиційних. Так канат, що використовується на змаганнях, які проходять під час фестивалю в південнокорейській провінції Кьонсан має довжину 251 метр, діаметр близько 1,4 метра і важить 54,5 тонни.

## Змагання в програмі Олімпійських ігор
Змагання з перетягування каната на літніх Олімпійських іграх 1904 року.
У програму Олімпійських ігор 1900—1920 перетягування канату входило як дисципліна легкої атлетики (на Іграх 1912 року, згідно з офіційним звітом, фігурувало як самостійний вид спорту), проте в наш час[коли?] МОК на всіх Іграх враховує перетягування канату як окремий вид спорту . Переможцями Ігор були:
- 1900 — змішана команда Швеції та Данії;
- 1904 — команда Атлетичного клубу Мілвокі (США);
- 1908 — команда поліції Лондона (Велика Британія);
- 1912 — команда поліції Стокгольма (Швеція);
- 1920 — збірна Великої Британії.

## Сучасні змагання
Міжнародна федерація перетягування каната (англ. TWIF - Tug of War International Federation) утворена 1960 року; у наш час[коли?] до неї входить 51 національна федерація; федерація визнана МОК .
Перетягування канату входить в програму Всесвітніх ігор. Щорічно проводяться чемпіонати світу серед національних збірних — окремо на відкритому повітрі та в закритих приміщеннях. Проводяться змагання і серед клубів.
У багатьох країнах є клуби любителів цього виду спорту, як жіночі, так і чоловічі.